# Shinkai Taketarō

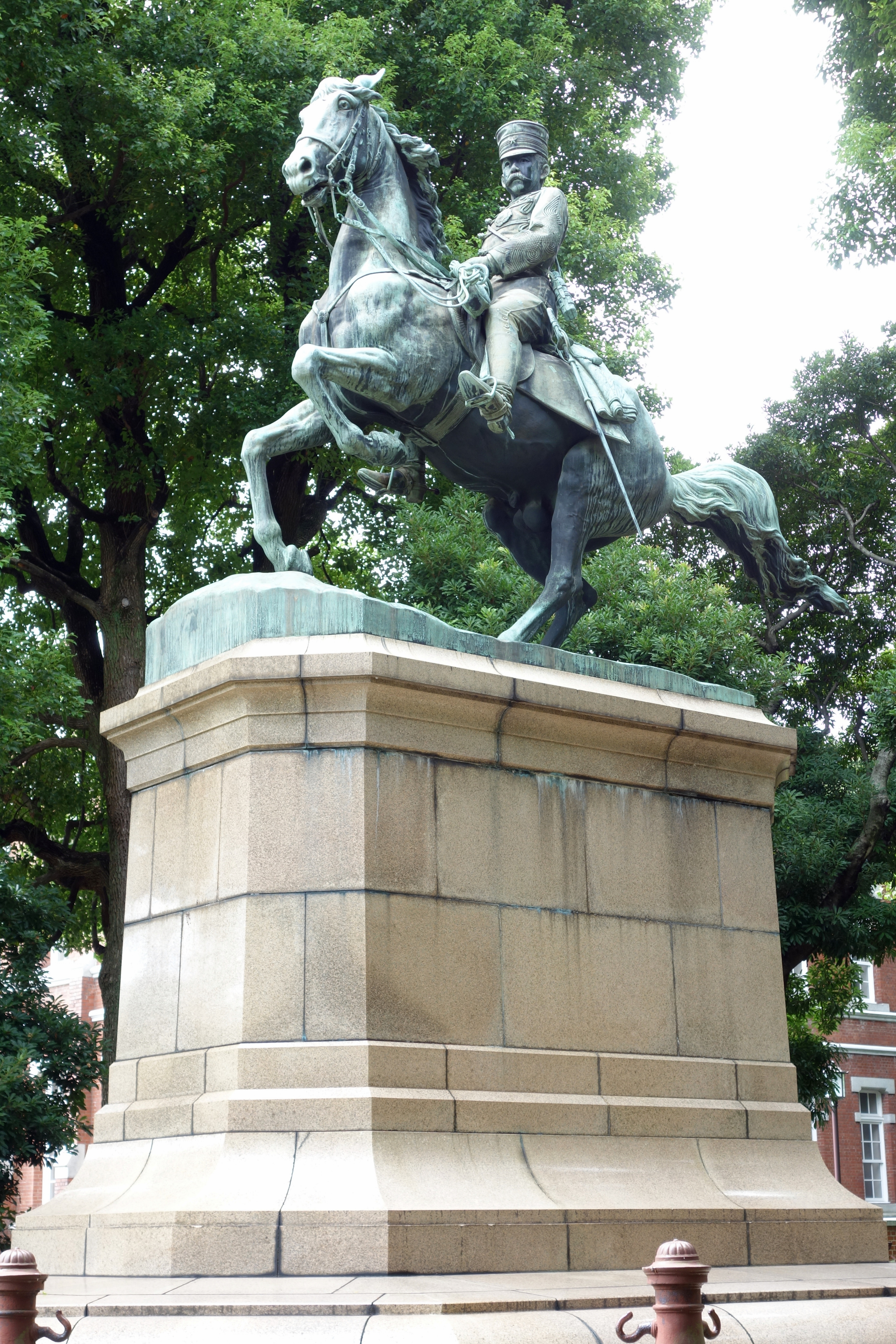
Prinz Kitashirakawa im Kitanomaru-Park, Tokyo

Shinkai Taketarō (japanisch 新海 竹太郎; * 3. März 1868 in Yamagata; † 12. März 1927) war ein japanischer Bildhauer der Meiji- und Taishō-Zeit.

## Leben und Werk
Geboren in Yamagata studierte Shinkai Bildhauerei bei Gotō Sadayuki (後藤 貞行; 1850–1903) und Ogura Sōjirō (小倉 惣次郎; 1843–1913) westliche Bildhauerkunst in der frühen Meiji-Zeit. 1896 schuf er auf Wunsch des Militärs ein Reiterstandbild des verstorbenen Prinzen Kitashirakawa.
Im Jahr 1900 ging er nach Europa, wurde dann Schüler bei dem Berliner Bildhauer Ernst Herter, wo er die dortige akademische Richtung studierte. 1902 kehrte er nach Japan zurück und wurde Leiter der Bildhauer-Abteilung der privaten Kunstakademie Taiheiyō Gakai Kenkyūjo (太平洋画会研究所), wo er viele Studenten ausbildete.
Seine Skulptur „Nach dem Bad“ (湯あみ, Yuami), die er in der ersten nationalen Kunstausstellung (文部省美術展覧会, Mombusho bijutsu tenrankai) im Jahr 1907 ausstellte, wurde hoch gelobt. Das Werk ist repräsentativ für die künstlerische Entwicklung im Bereich Skulpturen in der Meiji-Zeit.
1917 wurde  Shinkai zum „Künstler am Hof“ (帝室技芸員, Teishitsu gigeiin) ernannt, 1919 wurde er Mitglied in der Kaiserlichen Akademie der Künste (heute Japanische Akademie der Künste). Zu seinen weiteren bekannten Werken gehören „Zusammenarbeit“ (一致, Itchi) und das Reiterdenkmal für Marschall Ōyama Iwao.